# Heckenbach
Heckenbach är en kommun i Landkreis Ahrweiler i förbundslandet Rheinland-Pfalz i Tyskland. I Heckenbach finns byarna Beilstein, Blasweiler, Cassel, Forsthaus Langhardt, Frankenau, Fronrath, Niederheckenbach, Oberheckenbach och Watze.
Kommunen ingår i kommunalförbundet Verbandsgemeinde Altenahr tillsammans med ytterligare 11 kommuner.